# سنت اپتاتوس
سنت اپتاتوس (انگلیسی: Optatus; ۱ ژانویهٔ ۰۴۰۰ – قرن چهارم) قدیس مسیحی اهل روم باستان بود. اسقف میلویس در نومیدیا در قرن چهارم بود که به خاطر نوشته‌هایش علیه دوناتیسم شناخته می‌شود.